# Pugni d'acciaio
Pugni d'acciaio (Bloodfist) è un film di arti marziali del 1989 diretto da Terence H. Winkless. È il primo capitolo di una serie proseguita nel 1990 con Bloodfist II e che conta in totale nove pellicole.

## Trama
Jake Raye è un ex artista marziale ritirato che si reca a Manila per indagare sulla morte del fratello ucciso in una competizione di kickboxing. Sul posto viene allenato da un uomo di nome Kwong che lo informa dell'esistenza di un torneo in cui i partecipanti combattono fino alla morte e da cui solo il vincitore esce vivo. Jake viene inoltre a sapere che l'assassino del fratello sarà presente al torneo e decide di partecipare.